# Leliceni
Leliceni (węg. Csíkszentlélek) – wieś w Rumunii, w okręgu Harghita, w gminie Leliceni. W 2011 roku liczyła 424 mieszkańców.